# Dolmens du Bois de Charmot

Les dolmens du Bois de Charmot sont situés sur la commune de Coupray, dans le département de la Haute-Marne.

## Généralités
Ces deux dolmens fouillés respectivement en 1898 et 1902 par G. Bourgeois sont désormais en très mauvais état. Malheureusement, les descriptions donnés par G. Bourgeois sont très imprécises, voire douteuses et doivent être considérés avec circonspection.

## Dolmenno1
Selon le compte rendu de Bourgeois, le dolmen était composé de deux orthostates distantes d'environ 1 m disposées sur une couche de sable et recouvertes par une unique table de couverture mesurant 1,80 m de longueur pour 1,08 m de hauteur et 0,15 m d'épaisseur. En l'état actuel, il comporte une dalle (1,50 m de longueur environ pour 0,20 m d'épaisseur) orientée nord-est/sud-ouest et quelques petits blocs. Le diamètre du tumulus aurait atteint 25 m selon Bourgeois, ce qui semble très exagéré, 6 m à 8 m de diamètre semblant plus réaliste.
A l'intérieur de la chambre, Bourgeois découvrit des ossements humains attribués à un seul individu assez âgé et un petit mobilier funéraire composé d'une pointe de flèche en silex, de tessons de céramique, d'une dent de cheval, de deux dents de chien et d'un objet en os percé en son milieu. Certains ossements étaient en partie calcinés.

## Dolmenno2
Il est situé à une centaine de mètres à l'est du précédent. La chambre d'environ 1,20 m de côté était délimitée sur trois côtés par des dalles de 0,20 m d'épaisseur. En l'état actuel, il ne subsiste que deux dalles perpendiculaires, dont une, orientée nord-est/sud-ouest atteint 1,20 m de long. Selon Bourgeois, le diamètre du tumulus était de 9 m, mais dans ce cas aussi un diamètre inférieur (8 m environ) semble plus vraisemblable.
La couche archéologique était divisée en deux niveaux séparés par un lit de dallettes en calcaire. Elle contenait des esquilles osseuses, quelques tessons de céramique, une lame et des éclats de silex et une petite hache polie de couleur verte.